# Klimes József
Klimes József, teljes nevén Klimeš József János (Josefstadt, Csehország, 1858. szeptember 22. – Budapest, 1911. október 21.) magyar építész és építőmester.

## Élete

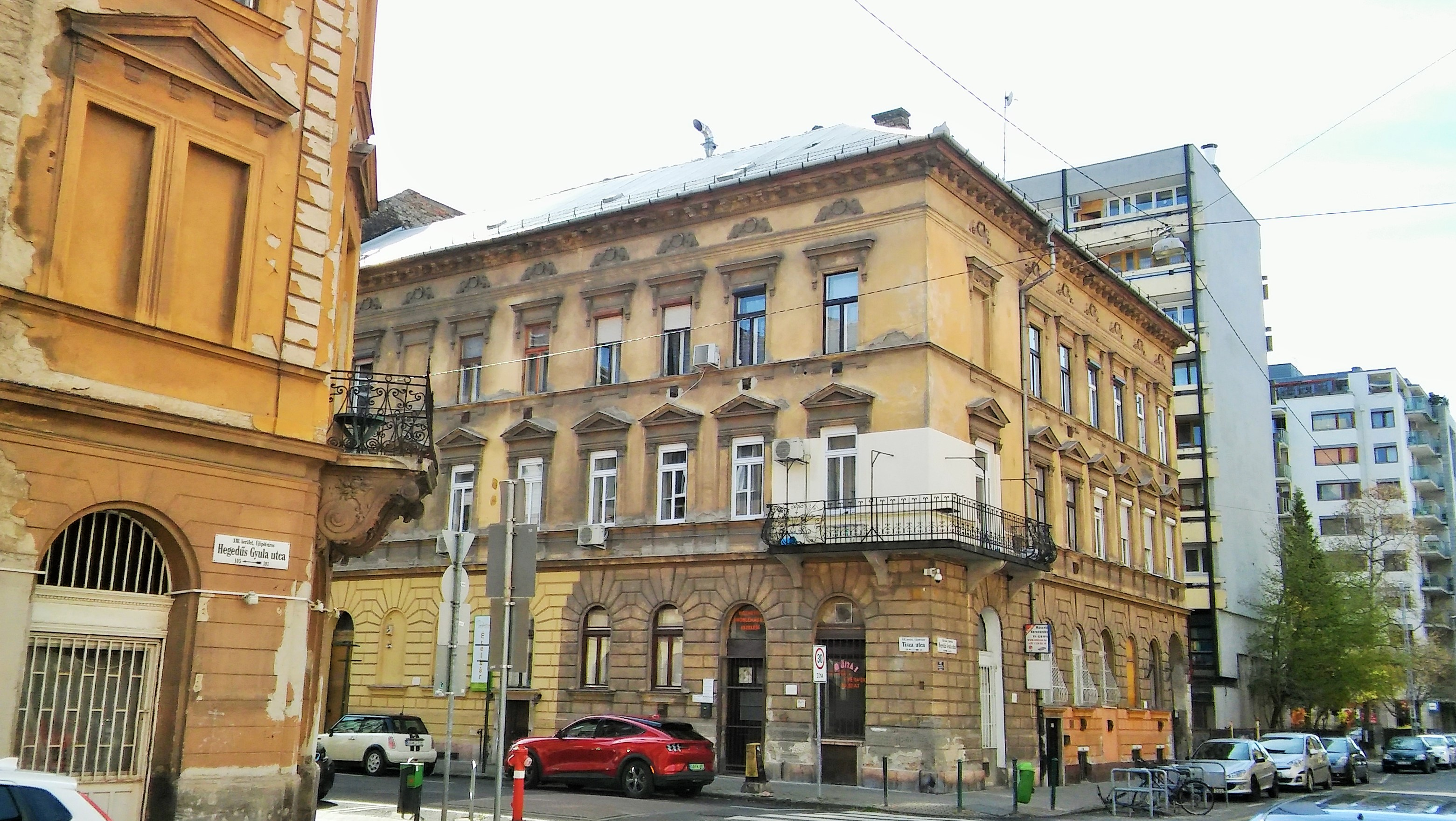
Hegedűs Gyula u. 99.

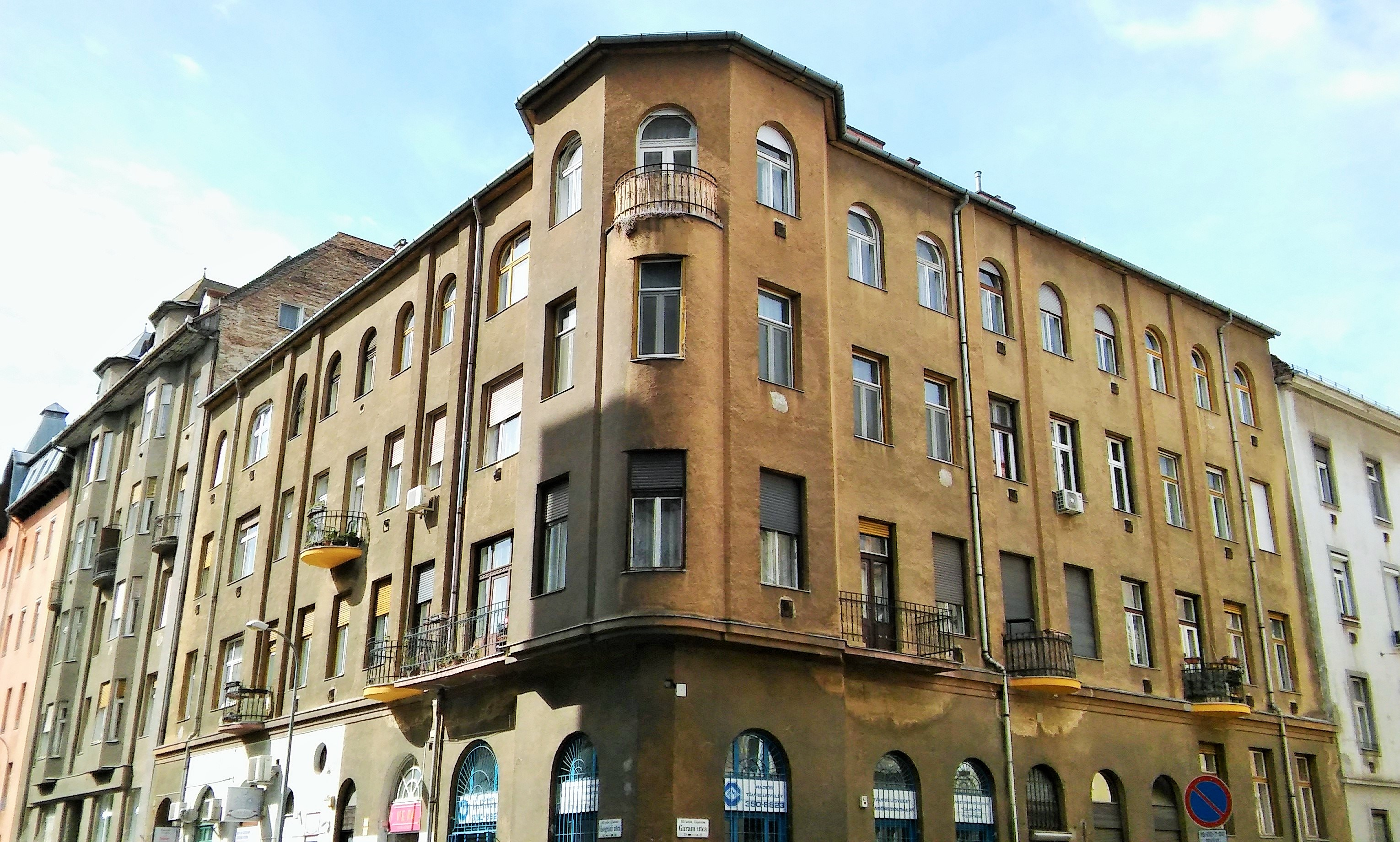
Visegrádi u. 66.

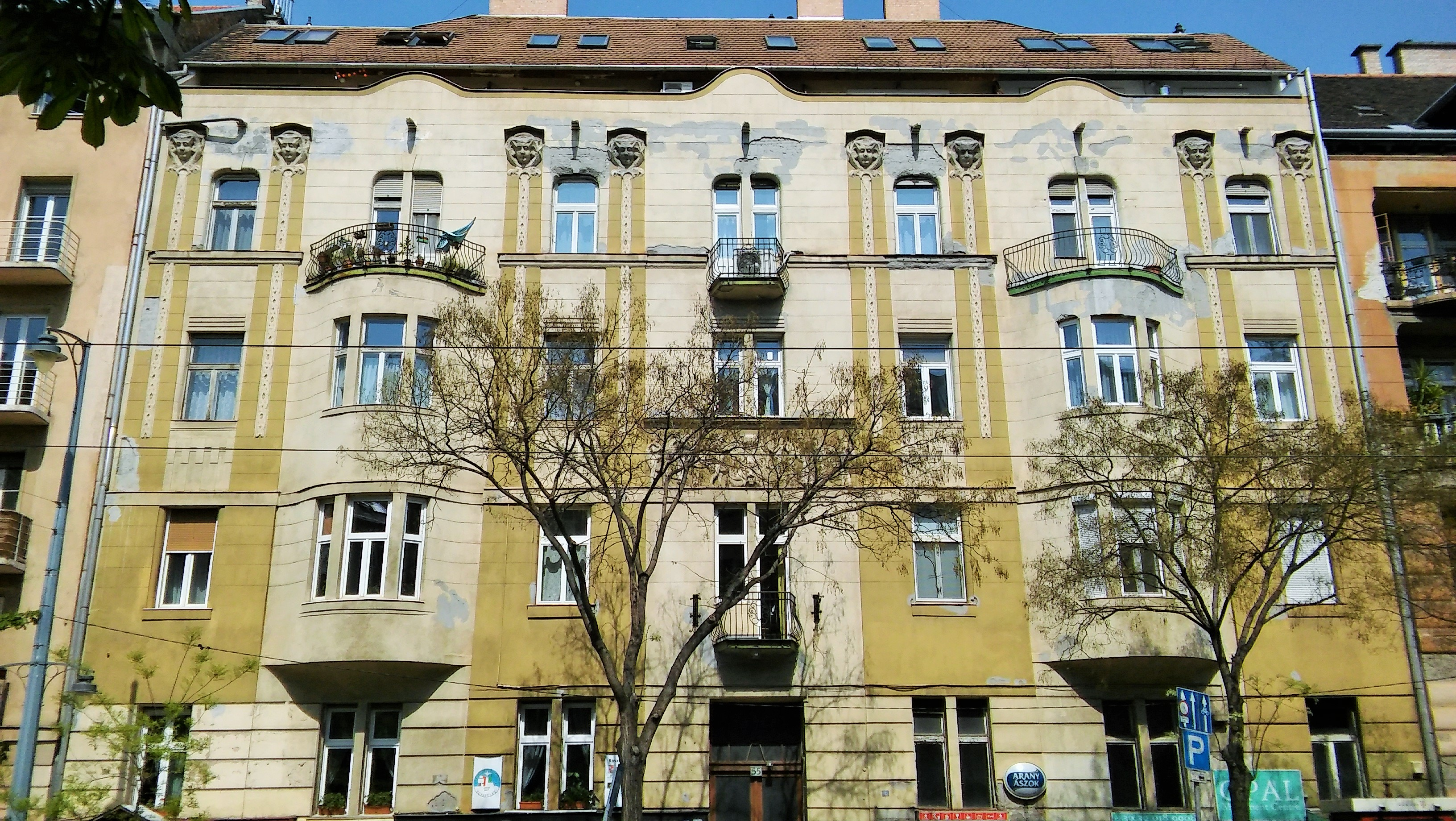
Bartók Béla út 55.

Életéről kevés adat ismert. Annyi bizonyos, hogy cseh származású volt.
Elsősorban Budapesten tervezett épületek. Volt, ahol csak a kivitelezést vezette. Kezdetben, az 1890-es években historizáló stílusban tervezett, az 1900-as évek eleji épületei viszont már szecessziósak.

## Családja
Szülei Klimeš Antal mészáros és Faborsky Anna, felesége Grosser Anna Hermina, akivel 1887. február 1-jén kötött házasságot Budapesten, az erzsébetvárosi plébánián, esküvői tanúja Paulheim József építész volt. Testvére Klimeš Franciska Jozefa (Josefstadt, 1860. szeptember 1. – ?)

## Ismert épületei
- 1893–1894: Benkő-bérház (munkáslakóház),[5] Budapest, Hegedűs Gyula u. 99.[7]
- 1905: Hafner-bérház, Budapest, Ráday u. 60.[11]
- 1905: Hafner-bérház, Budapest, Ferenc körút 6.[12]
- 1906: Kovács-bérház, Budapest, Dohány u. 77.[13]
- 1907: Haraszti-bérház, Budapest, Hernád u. 50.[14]
- 1908–1909: bérház, Budapest, Bartók Béla út 55.[15]
- 1910: Salz-bérház, Budapest, Visegrádi u. 66. / Garam u. 29. – az épület oromzata és a sarokkupola elpusztult.[8]

### Tervben maradt
- 1899: Berényi-bérház, Budapest, Lukács u. 4. (Klimes terveit Berényi Ignác átdolgozta, és végül 1910-ben ez alapján épült fel az épület).[6]